# Список объектов, названных в честь Бернхарда Римана
Список эпонимов, названных в честь немецкого математика, механика и физика Бернхарда Римана (1826—1866).
- Геометрия Римана — одна из трёх «великих геометрий», которые, помимо римановской, включают геометрию Евклида и геометрию Лобачевского.
- Гипотеза Римана — одна из проблем тысячелетия, сформулированная Бернхардом Риманом в 1859 году.
- Дзета-функция Римана — функция комплексного переменного, определяемая с помощью ряда Дирихле.
- Дифференциальное уравнение Римана — обобщение гипергеометрического уравнения, позволяющее получить регулярные сингулярные точки в любой точке сферы Римана.
- Дифферинтеграл Римана — Лиувилля — обобщение понятия повторной первообразной, отображающее вещественную функцию в другую функцию того же типа.
- Задача Римана о распаде произвольного разрыва — задача о построении аналитического решения нестационарных уравнений механики сплошных сред, в применении к распаду произвольного разрыва.
- Инварианты Римана — в газовой динамике — комбинированные параметры для некоторых частных течений газообразной среды.
- Интеграл Римана — одно из первых формализаций понятия интеграла.
- Интеграл Римана — Стилтьеса — обобщение определённого интеграла, предложенное в 1894 году Стилтьесом.
- Кратный интеграл Римана — один из вариантов кратных интегралов по измеримым множествам.
- Неравенство Римана — Пенроуза — неравенство, связывающее минимальную массу тела и площадь ловушечной поверхности чёрной дыры.
- Обобщённые гипотезы Римана — формулирование гипотезы Римана для L-функций Дирихле.
- Основная теорема римановой геометрии — наименование нескольких математических утверждений: Теоремы о связности Леви-Чивиты и Теоремы Нэша о регулярных вложениях.
- Производная Римана — одно из симметричных предельных определений производной.
- Псевдориманово многообразие — многообразие, в котором задан метрический тензор (квадратичная форма), невырожденный в каждой точке, но не обязательно положительно определённый.
- Риманова геометрия — раздел дифференциальной геометрии, главным объектом изучения которого являются римановы многообразия, то есть гладкие многообразия с дополнительной структурой, римановой метрикой.
- Риманова поверхность — традиционное в комплексном анализе название одномерного комплексного дифференцируемого многообразия.
- Риманова субмерсия — субмерсия между римановыми многообразиями, которая инфинитезимально является ортогональной проекцией.
- Риманово многообразие (или риманово пространство) — вещественное дифференцируемое многообразие M, в котором каждое касательное пространство снабжено скалярным произведением g — метрическим тензором, меняющимся от точки к точке гладким образом.
- Субриманово многообразие — математическое понятие, обобщающее риманово многообразие.
- Сумма Римана — одно из классических определений интегральных сумм.
- Сфера Римана — риманова поверхность, естественная структура на расширенной комплексной плоскости, являющаяся комплексной проективной прямой.
- Тензор кривизны Римана — стандартный способ выражения кривизны римановых многообразий, а в общем случае — произвольных многообразий аффинной связности, без кручения или с кручением.
- Теорема Римана об отображении (о конформном отображении) — важнейшая закономерность 2-мерной конформной геометрии и одномерного комплексного анализа.
- Теорема Римана об условно сходящихся рядах —  теорема математического анализа, утверждающая, что перестановкой членов произвольного условно сходящегося ряда можно получить произвольное значение.
- Теорема Римана об устранимой особой точке — утверждение из теории функций комплексной переменной о заполнении устранимого разрыва.
- Теорема Римана — Роха — важная теорема математики, особенно в комплексном анализе и алгебраической геометрии, помогающая в вычислении размерности пространства мероморфных функций с предписанными нулями и разрешёнными полюсами.
- Условия Коши — Римана — соотношения, связывающие вещественную и мнимую части всякой дифференцируемой функции комплексного переменного.
- Формула Римана — фон Мангольдта — выражение, описывающее распределение нулей дзета-функции Римана.
- Функция Римана — одна из функций, определённых Риманом: Дзета-функция Римана, Кси-функция Римана[англ.], Тета-функция Римана, Функция Римана (задача Гурса), Функция Римана (простые числа), Функция Римана (ТФДП).
- Функция Римана (ТФДП) — пример функции вещественной переменной, которая непрерывна на множестве иррациональных чисел, но разрывна на множестве рациональных.